# 12126 Chersidamas
12126 Chersidamas eller 1999 RM11  är en trojansk asteroid i Jupiters lagrangepunkt L5. Den upptäcktes 7 september 1999 av LINEAR i Socorro County, New Mexico. Den är uppkallad efter Chersidamas i den grekiska mytologin.
Asteroiden har en diameter på ungefär 53 kilometer.